# 大田区立出雲中学校
大田区立出雲中学校（おおたくりついずもちゅうがっこう）は、東京都大田区本羽田3丁目にある公立中学校である。

## 沿革
- 1947年（昭和22年）
  - 4月1日 - 大田区立出雲中学校設立。
  - 5月5日 - 矢口小学校仮校舎で開校。同日、校章制定。
- 1949年（昭和24年）
  - 3月20日 - 羽田本町25番地に建設した独立校舎が完成し、移転。
  - 10月2日 - 出雲中学校PTA設立。
- 1952年（昭和27年）
  - 4月7日 - 六郷小学校に分校を置く。
  - 6月19日 - 4教室増築竣工、分校解消。
- 1954年（昭和29年）4月1日 - 校歌制定。
- 1955年（昭和30年）12月9日 	木造新校舎落成
- 1959年（昭和34年）7月8日 - 体育館落成。
- 1961年（昭和36年）7月25日 - プール完成、
- 1967年（昭和42年）5月6日 - 給食調理室完成。
- 1974年（昭和49年）4月30日 - 鉄筋新校舎完成。
- 1978年（昭和53年）
  - 5月27日 - 増築校舎完成。
  - 9月5日 - 重層構造体育館（特別教室）完成。
- 1983年（昭和58年）3月31日 - プール全面改修完了。
- 1991年（平成3年）
  - 2月19日 - パソコン教室、会議室、多目的教室完成。
  - 4月1日 - 校舎外壁、トイレ改修工事完了。
- 1997年（平成9年）12月25日 - 第二体育館・プール完成。
- 2000年（平成12年）11月30日 - 耐震工事完了、「心の教室」完成。
- 2006年（平成18年）6月6日 - 普通教室空調設備設置。
- 2017年（平成29年）10月6日 - 開校70周年記念式典挙行。

## 学区
- 本羽田（1丁目～3丁目）、萩中（1丁目4番～10番・2丁目・3丁目）、羽田（1丁目5番～21番・2丁目・3丁目）、南蒲田（3丁目9番～16番）、西糀谷（3丁目39番～44番）[2]

## 学校周辺
- 大田区立萩中小学校 - 敷地が隣接、主な進学前小学校でもある。
- 大田区立都南小学校
- 東京都立つばさ総合高等学校 - 敷地が隣接。
- 城南職業能力開発センター大田校
- 萩中公園
- 萩中集会所
- 糀谷・羽田地域庁舎分室
- 東京都道・神奈川県道6号東京大師横浜線
  - 国道131号 - 東京都道・神奈川県道6号東京大師横浜線からの間接接続。
- 多摩川
  - 大師橋
  - 多摩川大師橋緑地
- そのほか、小規模の公園・児童公園や寺院が点在する。

## アクセス
- JR・東急蒲田駅から、京浜急行バス蒲40・蒲41・蒲42・蒲43のバスで13分、「萩中公園前」バス停下車後、徒歩約70m・約1分。
- JR川崎駅から、空51・川77のバスで、「大師橋下」バス停まで28分、下車後、徒歩約555m・約8分。
- 羽田空港から、上述の蒲41のバスで「萩中公園前」バス停及び空51のバスで「大師橋下」バス停まで、
  - 第3ターミナルから9分、下車後徒歩。
  - 第2ターミナルから24分、下車後徒歩。
  - 第1ターミナルから19分、下車後徒歩。
- 京急空港線穴守稲荷駅から、徒歩約1.1km・約16分。
- 首都高羽田線・横羽線羽田ランプから、車で約1.2km・約数分。

## 著名な出身者
- 川合俊一 - 元バレーボール選手、元全日本代表・タレント
- 庄司智春 - お笑いタレント
- 福士蒼汰 - 俳優
- DJ LOVE-SEKAI NO OWARI